# Marcillé
Marcillé – gmina we Francji, w regionie Nowa Akwitania, w departamencie Deux-Sèvres. W 2016 roku liczba ludności wynosiła 799 mieszkańców. 
Gmina została utworzona 1 stycznia 2019 roku z połączenia dwóch ówczesnych gmin: Pouffonds oraz Saint-Génard. Siedzibą gminy została miejscowość Saint-Génard. 